# 독수리자리 에타
독수리자리 에타(η Aql, η Aquilae)는 독수리자리에 있는 별이다. 또한 이 별은 예전에 쓰이던 안티노우스 별자리의 일원이기도 하다. 드물게 히브리어로 베제크(Bezek) 또는 바자크(Bazak)라고 불리기도 하는데, 이는 '번개'라는 뜻이다.
이 별은 세페이드 변광성으로, 밝기가 3.6에서 4.4까지 변하며 주기는 7.176641일이다. 독수리자리 에타는 세페우스자리 델타, 쌍둥이자리 제타, 황새치자리 베타와 더불어 밤하늘에서 맨눈으로 보이는 밝은 세페이드 변광성이다. 에타의 밝기 변화는 맨눈으로도 감지가 가능하다. 맨눈으로 보이는 또 다른 변광성으로 북극성을 들 수가 있는데, 북극성은 밝지만 밝기의 변화가 작아서 맨눈으로 구별할 수는 없다.
에타는 지구에서 약 1,200광년 떨어져 있다. 반지름은 태양의 60배, 밝기는 3,000배 정도이며 분광형 F의 초거성이다. 천문학자 이원철의 이름을 따서 원철성(星)이라고도 불린다.

## 위치
아래 그림을 보면 독수리자리 에타의 위치를 확인할 수 있다.

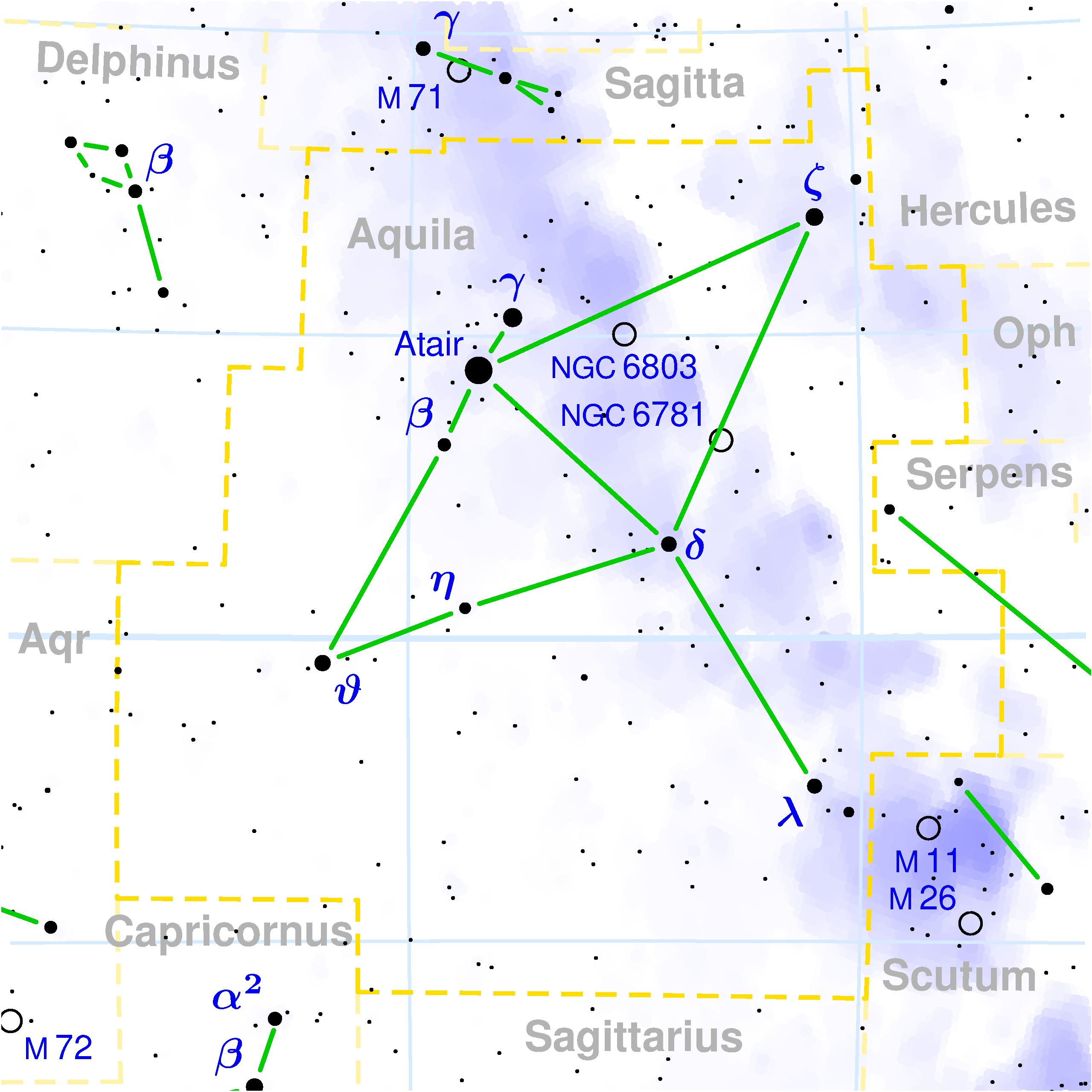